# Motor Lublin (piłka nożna) w sezonie 1965/1966
Sezon 1965/1966 był dla Motoru Lublin 1. sezonem na drugim szczeblu ligowym. W trzydziestu rozegranych spotkaniach, Motor zdobył 19 punktów i zajął przedostatnie, spadkowe 15. miejsce w tabeli.

## Przebieg sezonu
Pierwszy, historyczny mecz w II lidze Motor rozegrał w niedzielę, 15 sierpnia 1965 roku z Unią Racibórz. Przed spotkaniem miała miejsce ceremonia uhonorowania trzech piłkarzy Motoru – kapitana zespołu Edwarda Widery, Romana Grudzińskiego i Bernarda Pieszka – za 150 występów w barwach lubelskiego zespołu. W meczu z Unią Motor wystąpił w składzie: Mikołajczak, Szafrański, Sklarek, Jakubiec, Widera, Brysiak, Świerk, Pieszek, Nielipiuk, Grudziński, Luzia. Pomimo iż Motor miał przewagę w spotkaniu ze spadkowiczem z I ligi, mecz zakończył się bezbramkowym remisem. Pierwszy, wyjazdowy mecz na drugim szczeblu ligowym Motor rozegrał tydzień później w Mielcu, gdzie przegrał z tamtejszą Stalą 1:2. Jedyną bramkę dla lublinian zdobył Stanisław Sklarek z rzutu karnego, a zwycięskiego gola gospodarze strzelili w 87. minucie.
3 września 1965 zarząd klubu RKS Motor podjął decyzję o zwolnieniu z funkcji trenera Augustyna Dziwisza, a jego obowiązki przejął trener-koordynator OZPN Waldemar Bielak. 9 września 1965 ogłoszono, iż kolejne mecze Motor rozgrywać będzie na Wieniawie, jednak dwa tygodnie później sekretarz klubu KS Lublinianka poinformował, iż Motor wypowiedział umowę najmu stadionu. Pierwsze zwycięstwo Motor odniósł w siódmej kolejce spotkań w Częstochowie, pokonując tamtejszy Raków 4:1. Trzy bramki dla Motoru zdobył Witold Sokołowski.
Na przełomie lutego i marca piłkarze Motoru przebywali na dwutygodniowym zgrupowaniu w Szklarskiej Porębie, gdzie rozegrali mecze sparingowe z Radomiakiem Radom (1:0), CKS Czeladź (4:1), Unią Tarnów (2:0), Warmią Olsztyn (2:0), Budowlanymi Bydgoszcz (4:1) i Górnikiem Świętochłowice (3:2). W przerwie zimowej klub pozykał dwóch nowych piłkarzy – Krzysztofa Rześnego i Waldemara Neumana. 13 marca, na stadionie przy Kresowej, Motor przegrał w meczu sparingowym ze Stalą Rzeszów 1:2. Przed rozpoczęciem rundy rewanżowej Motor rozegrał jeszcze dwa mecze kontrolne, z Radomiakiem w Radomiu (1:1) i Hetmanem w Zamościu (2:0) W rundzie wiosennej trenerem Motoru był Józef Walczak.

## Mecze ligowe w sezonie 1965/1966
| Data                 | Przeciwnik              | D/W | Miejsce                   | Wynik M/P | Strzelcy                                                      | Widzów   | Źródło        |
| -------------------- | ----------------------- | --- | ------------------------- | --------- | ------------------------------------------------------------- | -------- | ------------- |
|                      |                         |     |                           |           |                                                               |          |               |
| RUNDA JESIENNA       |                         |     |                           |           |                                                               |          |               |
|                      |                         |     |                           |           |                                                               |          |               |
| 15 sierpnia 1965     | Unia Racibórz           | D   | Stadion przy ul. Kresowej | 0:0       |                                                               | 15 tys.  | [ 1 ] [ 2 ]   |
| 22 sierpnia 1965     | Stal Mielec             | W   | Stadion Stali             | 1:2       | Sklarek 57' (k)                                               | 8 tys.   | [ 3 ] [ 15 ]  |
| 29 sierpnia 1965     | Victoria Jaworzno       | W   | Jaworzno                  | 0:1       |                                                               | 5 tys.   | [ 16 ] [ 17 ] |
| 1 września 1965      | Lechia Gdańsk           | D   | Stadion przy ul. Kresowej | 1:1       | Nilipiuk 34'                                                  | 12 tys.  | [ 4 ] [ 18 ]  |
| 5 września 1965      | Górnik Kochłowice       | W   | Kochłowice                | 0:3       |                                                               | 4 tys.   | [ 19 ] [ 20 ] |
| 12 września 1965     | Start Łódź              | D   | Stadion Lublinianki       | 0:0       |                                                               | 15 tys.  | [ 21 ] [ 22 ] |
| 15 września 1965     | Raków Częstochowa       | W   | Stadion Victorii          | 4:1       | Sokołowski 31', 79', 89', Widera 79'                          | 4 tys.   | [ 8 ] [ 23 ]  |
| 19 września 1965     | Pogoń Szczecin          | D   | Stadion Lublinianki       | 1:3       | Nilipiuk 75'                                                  | 20 tys.  | [ 24 ] [ 25 ] |
| 25 września 1965     | Hutnik Nowa Huta        | W   | Stadion Hutnika           | 2:3       | Sokołowski 41', Widera 55'                                    | 5 tys.   | [ 26 ] [ 27 ] |
| 3 października 1965  | MZKS Gdynia             | D   | Stadion przy ul. Kresowej | 3:0       | Luzia 18', 42', Nilipiuk 52'                                  | 10 tys.  | [ 28 ] [ 29 ] |
| 17 października 1965 | Górnik Wałbrzych        | W   | Wałbrzych                 | 0:3       |                                                               | 8 tys.   | [ 30 ]        |
| 24 października 1965 | Górnik Thorez Wałbrzych | D   | Stadion przy ul. Kresowej | 0:2       |                                                               | 6 tys.   | [ 31 ] [ 32 ] |
| 7 listopada 1965     | Cracovia                | W   | Stadion Wawelu            | 0:3       |                                                               | 10 tys.  | [ 33 ] [ 34 ] |
| 14 listopada 1965    | Garbarnia Kraków        | D   | Stadion przy ul. Kresowej | 5:0       | Świerk 12', Pieszek 15', Sokołowski 27', Sklarek 42' (k), 84' | 3 tys.   | [ 35 ] [ 36 ] |
| 28 listopada 1965    | Lech Poznań             | W   | Stadion na Dębcu          | 2:0       | Luzia 35', Świerk 59' (k)                                     | 3 tys.   | [ 37 ] [ 38 ] |
|                      |                         |     |                           |           |                                                               |          |               |
| RUNDA WIOSENNA       |                         |     |                           |           |                                                               |          |               |
|                      |                         |     |                           |           |                                                               |          |               |
| 27 marca 1966        | Unia Racibórz           | W   | Stadion Unii Racibórz     | 1:6       | Sokołowski 48'                                                | 6 tys.   | [ 39 ] [ 40 ] |
| 3 kwietnia 1966      | Stal Mielec             | D   | Stadion przy ul. Kresowej | 1:1       | Pieszek 55' (k)                                               | 8 tys.   | [ 41 ] [ 42 ] |
| 10 kwietnia 1966     | Victoria Jaworzno       | D   | Stadion przy ul. Kresowej | 0:1       |                                                               | 4 tys.   | [ 43 ] [ 44 ] |
| 24 kwietnia 1966     | Lechia Gdańsk           | W   | Stadion Lechii            | 0:2       |                                                               | 6 tys.   | [ 45 ] [ 46 ] |
| 30 kwietnia 1966     | Urania Ruda Śląska      | D   | Stadion przy ul. Kresowej | 0:0       |                                                               | 6 tys.   | [ 47 ] [ 48 ] |
| 8 maja 1966          | Start Łódź              | W   | Łódź                      | 0:4       |                                                               | 3 tys.   | [ 49 ] [ 50 ] |
| 14 maja 1966         | Raków Częstochowa       | D   | Stadion przy ul. Kresowej | 0:0       |                                                               | 3 tys.   | [ 51 ] [ 52 ] |
| 22 maja 1966         | Pogoń Szczecin          | W   | Stadion Pogoni            | 2:6       | Świerk 46', Luzia 61'                                         | 10 tys.  | [ 53 ] [ 54 ] |
| 28 maja 1966         | Hutnik Nowa Huta        | D   | Stadion przy ul. Kresowej | 1:1       | Nowicki 52'                                                   | 6 tys.   | [ 55 ] [ 56 ] |
| 4 czerwca 1966       | MZKS Gdynia             | W   | Gdynia                    | 2:2       | Sokołowski 20', Neuman 32'                                    | 5 tys.   | [ 57 ] [ 58 ] |
| 9 czerwca 1966       | Górnik Wałbrzych        | D   | Stadion przy ul. Kresowej | 1:2       | Świerk 33' (k)                                                | 4 tys.   | [ 59 ] [ 60 ] |
| 12 września 1966     | Górnik Thorez Wałbrzych | W   | Wałbrzych                 | 0:4       |                                                               | 7 tys.   | [ 61 ] [ 62 ] |
| 18 czerwca 1966      | Cracovia                | D   | Stadion przy ul. Kresowej | 0:2       |                                                               | 6 tys.   | [ 63 ] [ 64 ] |
| 25 czerwca 1966      | Garbarnia Kraków        | W   | Stadion Garbarni          | 0:0       |                                                               | 1 tys.   | [ 65 ]        |
| 2 lipca 1966         | Lech Poznań             | D   | Stadion przy ul. Kresowej | 3:2       | Kleszczyński 25', Sokołowski 30', Bogusław 57'                | 2,5 tys. | [ 66 ] [ 67 ] |

### Tabela II ligi
| Poz | Klub                    | M  | Pkt | Bz | Bs |
| --- | ----------------------- | -- | --- | -- | -- |
| 1.  | Cracovia                | 30 | 43  | 55 | 30 |
| 2.  | Pogoń Szczecin          | 30 | 39  | 57 | 32 |
| 3.  | Unia Racibórz           | 30 | 36  | 59 | 39 |
| 4.  | Górnik Thorez Wałbrzych | 30 | 36  | 45 | 30 |
| 5.  | Górnik Wałbrzych        | 30 | 32  | 41 | 37 |
| 6.  | Lechia Gdańsk           | 30 | 31  | 25 | 28 |
| 7.  | Stal Mielec             | 30 | 30  | 45 | 38 |
| 8.  | MZKS Gdynia             | 30 | 30  | 31 | 42 |
| 9.  | Start Łódź              | 30 | 29  | 24 | 25 |
| 10. | Garbarnia Kraków        | 30 | 29  | 30 | 35 |
| 11. | Victoria Jaworzno       | 30 | 28  | 42 | 37 |
| 12. | Hutnik Nowa Huta        | 30 | 28  | 38 | 37 |
| 13. | Raków Częstochowa       | 30 | 28  | 30 | 51 |
| 14. | Lech Poznań             | 30 | 24  | 35 | 49 |
| 15. | Motor Lublin            | 30 | 19  | 30 | 55 |
| 16. | Urania Ruda Śląska      | 30 | 18  | 27 | 50 |

## Kadra
| Zawodnik               | Rok ur.   | Występy        | Bramki         | Występy        | Bramki         | Występy   | Bramki    |
| Zawodnik               | Rok ur.   | RUNDA JESIENNA | RUNDA JESIENNA | RUNDA WIOSENNA | RUNDA WIOSENNA | SEZON     | SEZON     |
| Bramkarze              | Bramkarze | Bramkarze      | Bramkarze      | Bramkarze      | Bramkarze      | Bramkarze | Bramkarze |
| ---------------------- | --------- | -------------- | -------------- | -------------- | -------------- | --------- | --------- |
| Jan Błaszkiewicz       | 1937      | 2 (1)          |                | 2 (1)          |                | 4 (2)     |           |
| Paweł Mikołajczak      | 1936      | 13 (2)         |                | 4 (2)          |                | 17 (4)    |           |
| Andrzej Wężyk          | 1946      | —              | —              | 9              |                | 9         |           |
| Obrońcy                |           |                |                |                |                |           |           |
| Henryk Dajnert         | 1942      | 6              |                | 1              |                | 7         |           |
| Franciszek Jakubiec    | 1934      | 15             |                | 4              |                | 19        |           |
| Janusz Rychcik         | ????      | —              | —              | 6              |                | 6         |           |
| Krzysztof Rześny       | 1946      | —              | —              | 14 (1)         |                | 14 (1)    |           |
| Stanisław Sklarek      | 1935      | 15             | 3              | 4              |                | 19        | 3         |
| Edward Szafrański      | ????      | 9              |                | 11             |                | 20        |           |
| Edward Widera          | 1937      | 15             | 2              | 10             |                | 25        | 2         |
| Jerzy Wilkosz          | ????      | —              | —              | 5 (1)          |                | 5 (1)     |           |
| Pomocnicy i napastnicy |           |                |                |                |                |           |           |
| Romuald Bogusław       | ????      | 1              |                | 1 (1)          | 1              | 2 (1)     | 1         |
| Ryszard Brysiak        | 1946      | 13 (1)         |                | 15             |                | 28 (1)    |           |
| Stefan Dąblewski       | 1937      | —              | —              | 2              |                | 2         |           |
| Włodzimierz Garbiec    | 1948      | 3              |                | —              | —              | 3         |           |
| Roman Grudziński       | 1944      | 3              |                | —              | —              | 3         |           |
| Janusz Kleszczyński    | 1939      | 4              |                | 9 (1)          | 1              | 13 (1)    | 1         |
| Henryk Lackstein       | 1938      | 5              |                | 3              |                | 8         |           |
| Janusz Luzia           | 1942      | 13 (2)         | 3              | 5              | 1              | 18 (2)    | 4         |
| Janusz Marzec          | ????      |                |                | 5 (2)          |                | 5 (2)     |           |
| Waldemar Neuman        | 1943      | —              | —              | 15             | 1              | 15        | 1         |
| Jan Nielipiuk          | ????      | 8 (2)          | 3              | —              | —              | 8 (2)     | 3         |
| Henryk Nowicki         | 1948      | —              | —              | 2              | 1              | 2         | 1         |
| Bernard Pieszek        | 1940      | 9              | 1              | 4 (1)          | 1              | 13 (1)    | 2         |
| Witold Sokołowski      | 1939      | 13             | 5              | 12             | 3              | 25        | 8         |
| Kazimierz Starek       | 1939      | 7 (2)          |                | 6 (2)          |                | 13 (4)    |           |
| Stanisław Świerk       | 1935      | 12             | 2              | 14             | 2              | 26        | 4         |
| Roman Wiśniewski       | 1946      | —              | —              | 3 (1)          |                | 3 (1)     |           |

## Puchar Polski na szczeblu centralnym
| Data              | Runda | Przeciwnik       | D/W | Miejsce                   | Wynik M/P | Strzelcy       | Źródło |
| ----------------- | ----- | ---------------- | --- | ------------------------- | --------- | -------------- | ------ |
| 29 września 1965  | II    | Resovia Rzeszów  | W   | Rzeszów                   | 1:0       | Sokołowski 44' | [ 68 ] |
| 21 listopada 1965 | 1/16  | Gwardia Warszawa | D   | Stadion przy ul. Kresowej | 0:4       |                | [ 69 ] |